# Faig Gasimov
Faig Gasimov (en azerbaïdjanais: Faiq Qasımov) est un lieutenant-colonel azerbaïdjanais servant dans les forces terrestres des forces armées azerbaïdjanaises. Il avait participé à la première guerre du Haut-Karabakh, au conflit du Haut-Karabakh de 2016 et à la guerre du Haut-Karabakh de 2020, au cours desquels il a été tué. Il avait reçu le titre de héros de la guerre patriotique pour son service pendant la guerre.

## Vie
Gasimov est né le 10 février 1974, à Gubadli, qui faisait alors partie de l'Union soviétique. En 1981, il entre à l'école secondaire de village de Gayaly. Maintenant, il est nommé d'après Hasangulu Gasimov, qui était son frère et a été tué dans la guerre Première Guerre du Haut-Karabakh. Gasimov a obtenu son diplôme de cette école en 1991. 6 membres de la famille Gasimov avaient combattu lors de la première guerre.

## Service militaire
Il avait terminé son service militaire en tant qu'artilleur dans la première guerre du Haut-Karabakh. Dans cette guerre, il avait combattu dans le bataillon d'Aliyar Aliyev, un héros national d'Azerbaïdjan. Après le service militaire, Gasimov est entré à l'Académie militaire supérieure d'Azerbaïdjan en 1993 et, après 2 ans, a obtenu son diplôme dans cette académie. Il avait servi à Nakhitchevan de 1995 à 2009 et après 2009 à 2010 à Balakan.
En 2010, il a été volontairement affecté au district de Fizuli. Il était également un vétéran du conflit du Haut-Karabakh en 2016. Pour son implication dans ce conflit, il a reçu l'Ordre du drapeau azerbaïdjanais par décret du président azerbaïdjanais Ilham Aliyev. Gasimov a été particulièrement actif dans la rupture de la «ligne Ohanyan» pendant les affrontements. Il a été tué le 27 septembre au début de la guerre du Haut-Karabakh de 2020. Il a été le premier officier de haut rang tué pendant la guerre du Haut-Karabakh en 2020 du côté azerbaïdjanais.

## Prix
- Médaille pour distinction dans le service militaire
- Médaille «Pour un service sans faille» (I degré)
- Médaille «Pour un service sans faille» (II degré)
- Médaille «Pour un service sans faille» (III degré)
- Médaille de vétéran des forces armées azerbaïdjanaises
- Gasimov a reçu la médaille de «90e anniversaire des forces armées azerbaïdjanaises (1918–2008)» par décret du président azerbaïdjanais Ilham Aliyev.
- Gasimov a reçu la médaille du "10e anniversaire des forces armées de la République d'Azerbaïdjan (1991–2001)" par décret du président Aliyev.
- Gasimov a reçu la médaille du «95e anniversaire des forces armées d'Azerbaïdjan (1918–2013)» par décret du président Aliyev.
- Il a reçu l'Ordre du drapeau azerbaïdjanais en 2016 par décret du président Aliyev.
- Médaille du 100e anniversaire de l'armée azerbaïdjanaise
- Il a reçu le titre de héros de la guerre patriotique le 9 décembre 2020, par décret du président Aliyev.
- Gasimov a reçu la médaille «Pour la patrie» le 15 décembre 2020, par décret du président Aliyev[4].
- (25.12.2020) - Médaille pour la libération de Khojavend
- (25.12.2020) - Médaille pour la libération de Fizouli[5]